# França nos Jogos Olímpicos de Inverno de 1924
A França foi o país-sede dos Jogos Olímpicos de Inverno de 1924 em Chamonix.
A equipe olímpica francesa ganhou três medalhas, todas de bronze, nos seus primeiros Jogos Olímpicos de Inverno, se colocando no nono lugar no quadro geral de medalhas.

## Lista de medalhas francesas

### Medalhas de ouro
| Esporte              | Modalidade | Atleta | Performance |
| Medalhas de ouro : 0 |            |        |             |

### Medalhas de prata
| Esporte               | Modalidade | Atleta | Performance |
| Medalhas de prata : 0 |            |        |             |

### Medalhas de bronze
| Esporte                | Modalidade | Atleta                                                                      | Performance |
| Medalhas de bronze : 3 |            |                                                                             |             |
| Patinação artística    | Duplas     | Andrée Joly Pierre Brunet                                                   |             |
| Curling                | Masculino  | F. Cornollet (cap) Gérard André A. Bénédic P. Canivet R. Planque H. Aldeert |             |
| Biatlo                 | Equipe     | André Vandelle Camille Mandrillon Georges Berthet Maurice Mandrillon        |             |